# Орден Британської імперії
Орден Британської Імперії (англ. The Most Excellent Order of the British Empire — Найвизначніший Орден Британської Імперії)— британський лицарський орден, заснований 4 червня 1917 року королем Георгом V.

## Ранги
Має п'ять рангів (класів), у порядку спадання:
- Лицар Великого Хреста (GBE) (англ. Knight Grand Cross) або Дама Великого Хреста (GBE) (англ. Dame Grand Cross);
- Лицар-Командор (KBE) (англ. Knight Commander) або Дама-Командор (DBE) (англ. Dame Commander);
- Командор (CBE) (англ. Commander);
- Офіцер (OBE) (англ. Officer);
- Кавалер (MBE) (англ. Member).

Особи, відзначені орденом, мають право вживати після прізвища абревіатуру відповідного класу ордена (GBE, KBE, DBE, CBE, OBE або MBE). Члени тільки двох найвищих рангів отримують право на титул сер або дама і відтак мають право на лицарство. Також існує Медаль Британської Імперії, одержувачі якої не є членами ордену, але є приліченими до ордену. У Великій Британії медаллю вже не нагороджують, але в деяких колоніальних володіннях і державах Співдружності нагородження продовжуються.
Девіз ордену — «For God and the Empire» («За Бога і Імперію»). Це наймолодший орден у британській нагородній системі; у ньому перебуває найбільше число членів.

## Історія

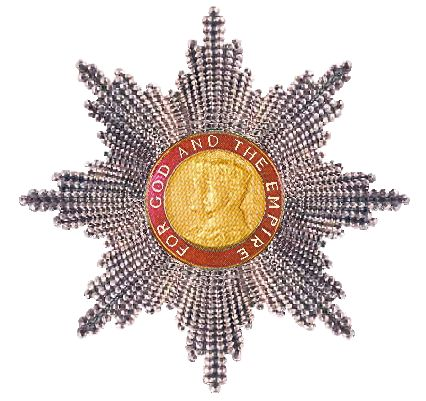
Зірка Ордена Британської імперії

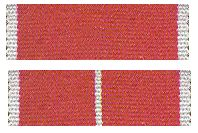
Стрічки Ордена Британської імперії (зверху цивільна, знизу військова)

Орден було засновано 4 червня 1917 року Георгом V для заповнення прогалини у британській системі нагород: орден Лазні давався тільки старшим військовим офіцерам і цивільним службовцям, орден святого Михайла і святого Георгія — дипломатам, а Королівський Вікторіанський орден — тим, хто особисто служив королівській сім'ї. Зокрема, Георг V вважав за потрібне нагородити декілька тисяч тих, що служили в небойових частинах під час Першої світової.
Спочатку Орден включав тільки один підрозділ; незабаром після його заснування, у 1918 році він був розділений на військовий і цивільний підрозділи.
Орден Британської імперії має демократичніший характер, ніж орден Лазні і орден святих Михайла і Георгія, і спочатку цінувався не надто високо. Проте з роками ситуація змінилася.

## Склад
Британський Суверен є Сувереном Ордена і призначає всіх інших членів Ордена (за угодою, керуючись радою Уряду). Наступним за старшинством є Великий Магістр (з 22 квітня 2024 року — королева-консорт Каміла).
Статут Ордену передбачає обмеження 100 лицарями та дамами Великого Хреста, 845 лицарів і дам командорів і 8960 командорів. Обмежень на повне число членів четвертого і п'ятого класів немає, але в рік не може бути нагороджені понад 858 офіцерів і 1464 членів. За звичаєм, після свого призначення жінки-судді Вищого суду Англії та Вельсу стають дамами-командорами, а чоловіки-судді — лицарями-бакалаврами.
Більшість лицарів-командорів Ордена — почесні члени або британські піддані, що живуть за кордоном, і лише мала частина з них — жителі Сполученого Королівства. З іншого боку, ступінь дами-командора — найпоширеніша нагорода в британській нагородній системі й присвоюється у випадках, коли чоловіки отримують звання лицаря-бакалавра.
Більшість членів Ордена — громадяни Великої Британії або інших держав Співдружності. Громадяни інших країн можуть бути прийняті в Орден як «почесні члени». Вони не можуть володіти званнями GBE, KBE або DBE (але можуть стати повноправними членами, якщо приймуть британське підданство).
При заснуванні Ордена була введена «медаль Ордена Британської імперії» (у 1922 році перейменована в «медаль Британської імперії»). Володарі медалі не є членами Ордена і також діляться на цивільний і військовий підрозділи. Тільки молодші урядові та військові посадовці нагороджуються медаллю; старші посадовці відразу приймаються в Орден. Уряд Великої Британії не рекомендував нагороджувати медаллю з 1992, проте деякі держави Співдружності продовжують нагородження медаллю.
У Ордені шість посад: прелат, диякон, секретар, реєстратор, герольд і сторож. Єпископ Лондона, старший єпископ в англіканській церкві є прелатом Ордена. Диякон святого Павла — за посадою (ex officio) диякон Ордена. Орденський герольд не входить в геральдичну колегію, як інші геральдичні офіцери. Сторож Ордена називається «Джентльмен-сторож пурпурового жезла»; він не бере участь в роботі Палати лордів.

## Старшинство і привілеї

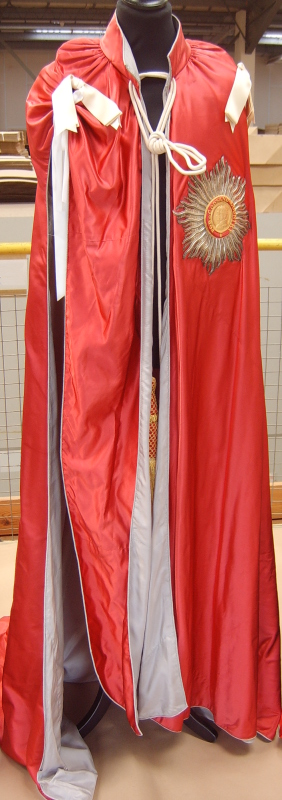
Мантія ордена

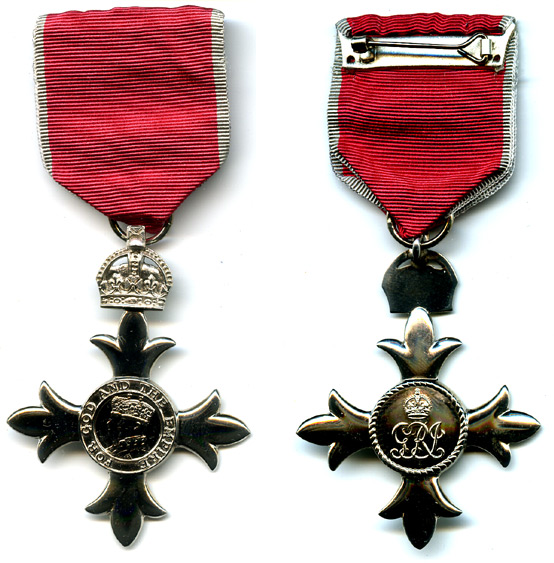
Аверс та реверс знака членів ордена

Всі члени Ордена мають своє місце в порядку старшинства. Старшинство встановлене також для дружин членів Ордена всіх класів, синів, дочок і невісток лицарів Великого Хреста і Лицарів-Командорів. Для родичів дружин членів ордена порядок старшинства не передбачений.
Лицарі Великого Хреста і Лицарі-Командори носять титул «сер» (Sir), а дами Великого Хреста і Дами-Командори — «дама» (Dame) перед особистими іменами. Дружини лицарів можуть додавати «леді» (Lady) до свого прізвища, для чоловіків титулованих дам подібного правила не існує. Ці титулування не використовуються членами ордена, якщо вони також є перами або принцами, окрім написання своїх імен в найповнішій формі. Почесні члени і клірики не проходять присвячення в лицарі. Лицарі та дами Великого Хреста і лицарі та Дами-Командори, які не є підданими британської корони, не можуть мати приставку «сер» або «дама», але мають право ставити абревіатури після імен.
Наприклад, нагороджений званням лицар-командор Британської імперії Білл Гейтс не отримав права титулуватися «сер Вільям» або «сер Вільям Гейтс III», але може писатися «William Henry Gates III, KBE».
Лицарі та дами Великого Хреста отримують право на включення геральдичних утримувачів. Також вони мають право оточувати свої герби зображенням кружка з девізом і на комір. Лицарі та дами-командори, а також командори, мають право тільки на кружок.

## Каплиця
Каплиця Ордену знаходиться в дальньому східному кінці склепу Собору святого Павла, але великі служби проводяться в основному відділенні собору (Собор також поселив каплицю Ордену святого Михайла і святого Георгія). Релігійні служби для всього Ордена проводяться раз на чотири роки; на цій службі оголошуються нові лицарі і дами Великого Хреста. Каплиця була виділена в 1960 році.

## Одіяння і вбрання
На важливих заходах (таких, як коронації та орденська служба) члени Ордена носять костюми, залежні від звання (зовнішній вигляд зазнав значних змін 1937 року).
По деяких «комірних днях», вказаним Сувереном, члени, які відвідують формальні заходи, можуть носити комір Ордена на військовій уніформі або вечірньому одязі. Коли надягають коміри, значок Ордена носять на комірі. Після смерті власника коміри повертають, а інші відзнаки залишаються.